# 州都
州都（しゅうと）は、州の首都のこと。州の政治上の中心都市であり、州政府または州の行政府（州庁）の所在地である。
州政府所在地（しゅうせいふしょざいち）、州庁所在地（しゅうちょうしょざいち）、州府（しゅうふ）ともいう。日本統治時代の台湾に置いた州の首都は、州庁所在地と呼ばれた。歴史上および現代の中国の州の首都は州府と呼ぶことが多い。
類例に省の首都である省都、道の首都である道都、県の首都である県都なども、同等の機能を持つ都市であることが多い。

## 機能
州と呼ばれる行政区画にはさまざまなレベルのものがあり、それに応じて州都の機能もことなる。大まかに言えば以下のようになる。
1. 連邦国家の構成体としての州の州都には、国家の首都に準じ国家と機能を同じくする州政府の三権である州の行政府、州の立法機関である州議会、州内の最上級裁判所が置かれる。
2. 連邦制を布いていない国家の、最も上位の一級行政区画である州の州都には、州庁、州議会、三審制を布いている場合には第二審の裁判所が置かれる。
3. 地方自治制度がない国家の最も上位の一級行政区画である州の州都には、中央政府の出先機関となる行政府 (州庁) が置かれる。たとえば日本統治時代の台湾の州庁は、基本的に台湾総督府の出先機関だった

州都には徴税された財政の執行の拠点となるためロビー活動の利便性などから企業が集中する傾向が大きい。

## 各国の州都の例
連邦制を布く国家の場合

### アメリカ合衆国
アメリカ合衆国では、入植や建国の歴史上の重要拠点、あるいは当時の州内最大都市に州都が置かれる例が多い。ただし、州都が置かれてから120年以上が経ち、産業構造の変化もあるため、州都と最大都市とは必ずしも一致しない。
- ニューヨーク州の州都は、アメリカ独立宣言後の1777年にキングストン市（オランダ統治下のニューネーデルラント三大入植地の一つ）に決まったが、アメリカ独立戦争後の1797年にオールバニ市（面積約55km2、人口約9万5,000人、2000年）に移った。1819年に、大西洋と五大湖を結ぶエリー運河（オールバニ～バッファロー）が開通した後、移民の受け入れ港となったニューヨーク市に移民が滞留して人口が増加し、1835年までにフィラデルフィア市を抜いてニューヨーク市が国内最大都市となった。
- カリフォルニア州の州都は、メキシコ（スペイン）統治下の1777年から1849年まではモントレー市。米墨戦争でアメリカの統治下に入ってからは、サンノゼ市→ヴァレーホ市→ベニーシャ市と遷り、ゴールドラッシュの影響で人口が集まったサクラメント市（面積約255km2、人口約40万人、2000年）が、1854年から州都となって現在に至る。州庁所在地に選定された時のサクラメント市の人口は約1万人で、現在の最大都市であるロサンゼルス市の当時の人口は1,610人程度であった（後に石油・軍事・映画などの諸産業の発展から最大都市へと発展）。すなわち、当時の州の経済の中心で、かつ、人口が多かったサクラメント市が州都になった。

### ドイツ
州の範囲が基本的に近代以前の領邦君主の版図であるため、領邦君主の所在地がそのまま州都となる例が見られる。また、上下水道が発達していなかった時代には、都市は伝染病が蔓延し易く、無産階級が集住して治安が悪い土地として王侯貴族から忌避されていたため、経済発展で人口が集積しているからといって、そのまま州都になるわけではなかった。
- ヘッセン州の州都は、ナッサウ公国の首都であったヴィースバーデン市（面積約200km2、人口約27万人、2005年9月）。現在の最大都市は、ドイツの経済中心都市でもあるフランクフルト・アム・マイン市。
- バイエルン州の州都はミュンヘン市で、最大都市でもある。